# 訃報 2012年12月
訃報 2012年12月（ふほう 2012ねん12がつ）では、2012年12月に物故した、又は物故が報じられた人物についてまとめる。

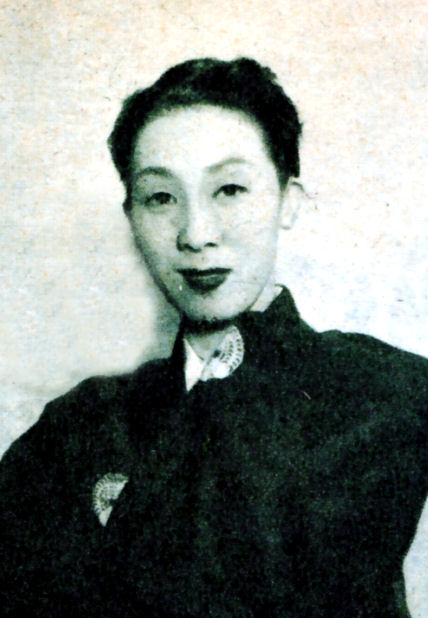
小月冴子／12月3日没

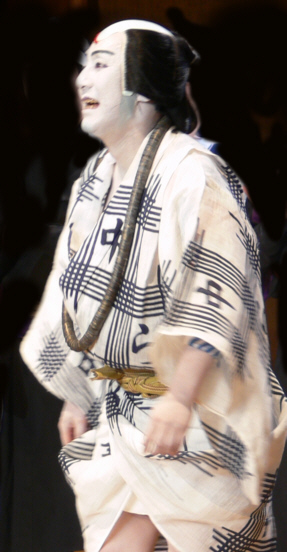
十八代目中村勘三郎／12月5日没

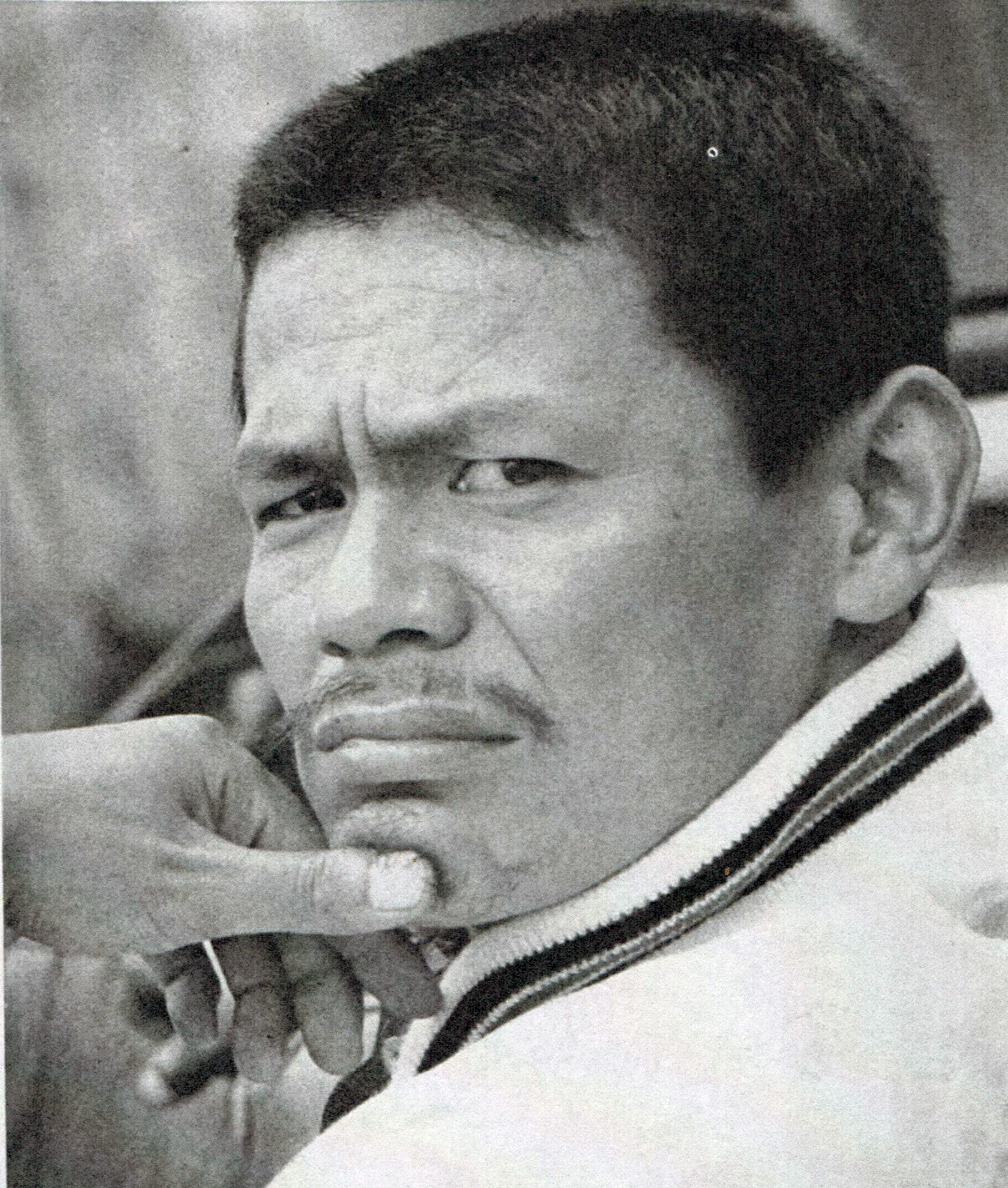
佐藤允／12月6日没

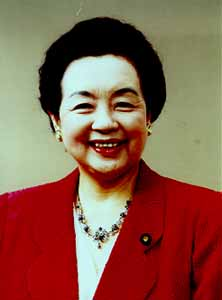
石井道子／12月7日没

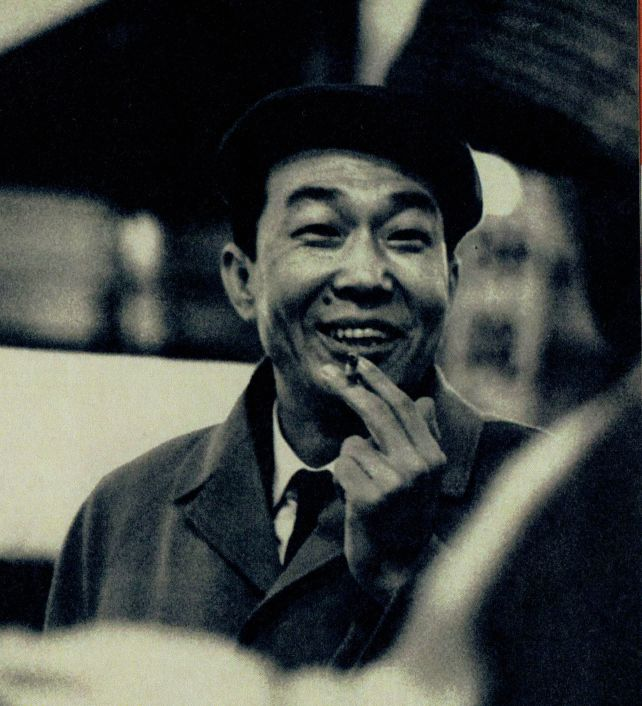
小沢昭一／12月10日没

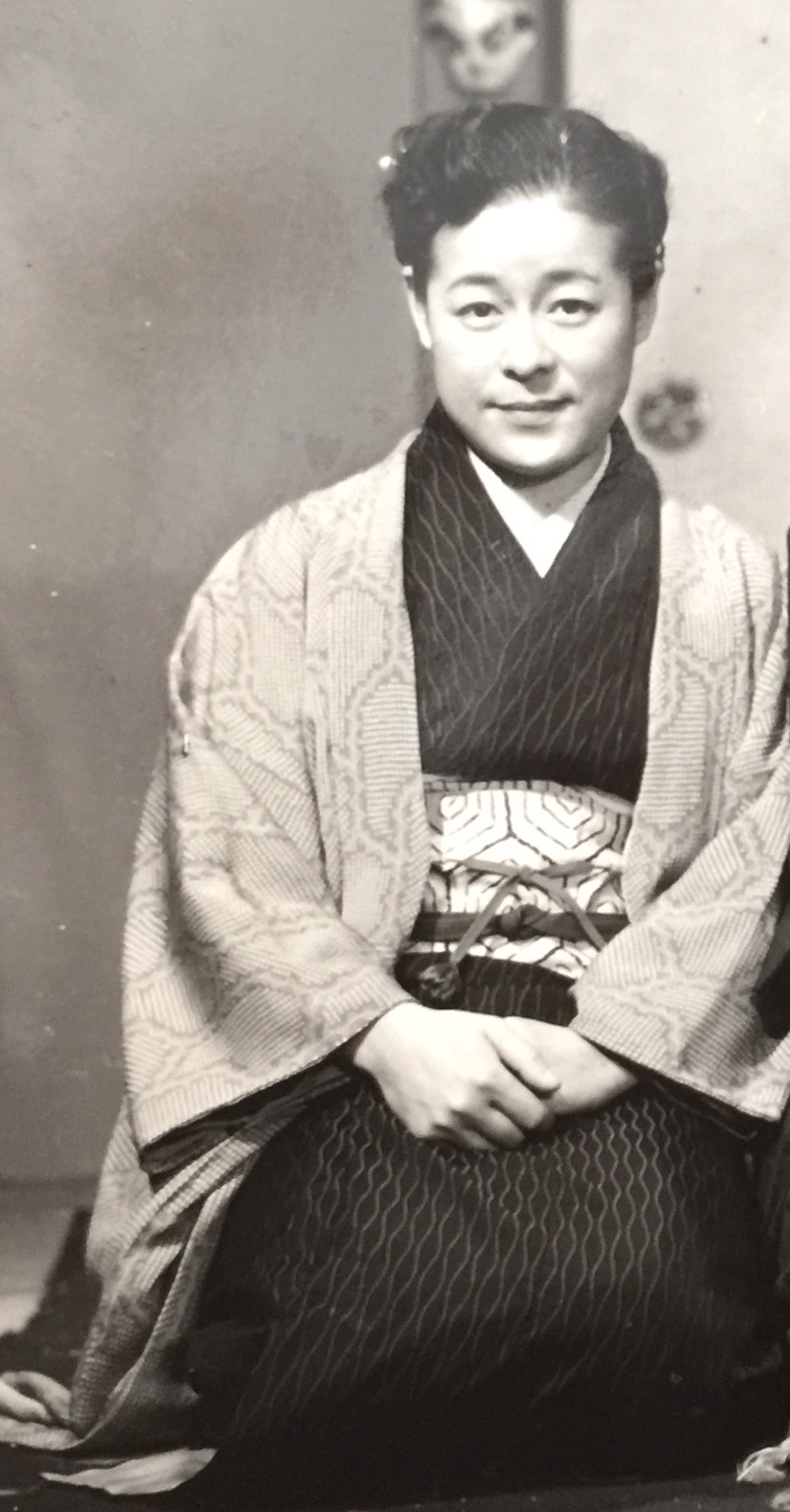
千石規子／12月27日没

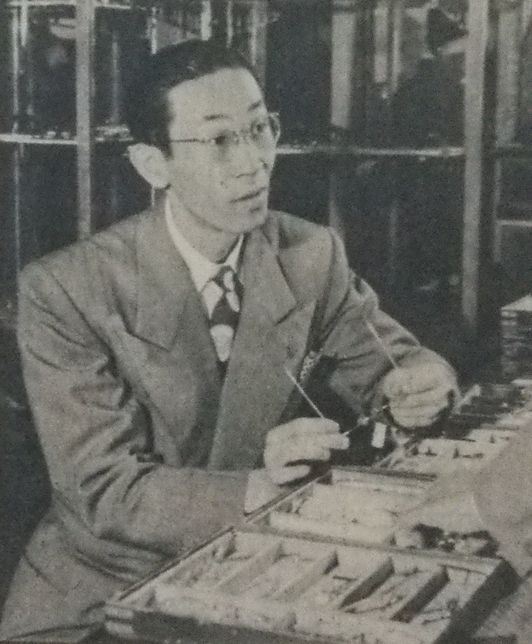
岡本敦郎／12月28日没

## 1日 - 15日
- 12月1日 - ジョゼ・ベナゼラフ、フランスの映画監督、脚本家、映画プロデューサー（* 1922年）[1]
- 12月1日 - 和多利志津子、日本の実業家、ワタリウム美術館館長（* 1932年?）[2]
- 12月1日 - 渡辺芳則、日本の元ヤクザ、5代目山口組組長（* 1941年）[3]
- 12月2日 - 加藤弘（英語版）、日本の武道家、合気道師範（* 1935年）[4]
- 12月3日 - 小月冴子、元松竹歌劇団の男役（* 1922年）[5]
- 12月3日 - 重松盛人、日本の元水泳選手（* 1943年?）[6]
- 12月4日 - ベシー・クーパー、アメリカ合衆国のスーパーセンテナリアン、長寿世界一であった女性、1896年生まれ最後の生き残り（* 1896年）[7]
- 12月4日 - 村田良介、日本の衛生学者、国立予防衛生研究所元所長（* 1915年）[8]
- 12月4日 - ヘリット・ファン・ダイク、オランダの画家、映画監督、アニメーター（* 1938年）[9]
- 12月4日 - ジョナサン・ハーヴェイ、イギリスの現代音楽の作曲家（* 1939年）[10]
- 12月4日 - ミゲル・カレロ、コロンビアのサッカー選手（* 1971年）[11]
- 12月5日 - オスカー・ニーマイヤー、ブラジルの建築家、ブラジリアの主要建築物などを設計した建築家（* 1907年）[12]
- 12月5日 - 鐘ケ江信光、日本の中国語学者、東京外国語大学名誉教授（* 1912年）[13]
- 12月5日 - デイヴ・ブルーベック、アメリカ合衆国のジャズピアニスト、作曲家、『テイク・ファイヴ』を制作したデイヴ・ブルーベック・カルテット（英語版）のメンバー（* 1920年）[14]
- 12月5日 - イグナティオス4世、アンティオキア総主教庁の総主教（* 1921年）[15]
- 12月5日 - 柴田好輝、日本の政治家、福岡県鞍手町長（* 1939年?）[16]
- 12月5日 - 十八代目中村勘三郎、日本の歌舞伎役者、俳優（* 1955年）[17]
- 12月6日 - 本明寛、日本の心理学者、早稲田大学名誉教授（* 1918年）[18]
- 12月6日 - 辜濂松（中国語版）、台湾の企業家、中国信託ホールディングス会長（* 1933年）[19]
- 12月6日 - 佐藤允、日本の俳優（* 1934年）[20]
- 12月6日 - 西川千麗、日本の舞踏家（日本舞踊）（* 1945年?）[21]
- 12月6日 - ミゲル・アビア・ビテオ・ボリコ、赤道ギニアの政治家、元首相（* 1961年）[22]
- 12月7日 - 庭山慶一郎、日本の元実業家、元日本住宅金融社長（* 1917年）[23]
- 12月7日 - 篠原三代平、日本の経済学者、一橋大学名誉教授、2006年文化勲章受章者（* 1919年）[24]
- 12月7日 - アーサー・ラーセン、アメリカ合衆国の元プロテニス選手、1969年国際テニス殿堂入り（* 1925年）[25]
- 12月7日 - 伊藤誠、日本の美術評論家（* 1929年）
- 12月7日 - 石井道子、日本の政治家、自由民主党元参議院議員、第34代環境庁長官（* 1933年）[26]
- 12月8日 - 星晃、日本の鉄道車両技術者、元川崎重工業常務（* 1918年）[27]
- 12月9日 - アレックス・モールトン、イギリスの技術者、サスペンションの技術者（* 1920年）[28]
- 12月9日 - ノーマン・ジョセフ・ウッドランド、アメリカ合衆国の発明家、バーコード発明者の一人（* 1921年）[29][30]
- 12月9日 - 川島廣守、日本の元内務官僚、元内閣官房副長官（田中角栄内閣、三木武夫内閣）、第10代日本プロ野球コミッショナー（* 1922年）[31]
- 12月9日 - 松本雅之、日本の彫刻家、東海大学教授（* 1953年）[32]
- 12月9日 - ジェニー・リベラ - アメリカの歌手（* 1969年）[33]
- 12月9日 - 竹花梓、日本の女優（* 1976年）[34]
- 12月10日 - リーザ・デラ・カーザ、スイスの元ソプラノ歌手（* 1919年）[35]
- 12月10日 - 小沢昭一、日本の俳優、エッセイスト（* 1929年）[36]
- 12月10日 - イアジュディン・アハメド、バングラデシュの政治家、第16代大統領（* 1931年）[37]
- 12月11日 - 三輪壽雪、日本の陶芸家、萩焼の人間国宝（* 1910年）[38]
- 12月11日 - アルバート・O・ハーシュマン、ドイツ出身の経済学者、プリンストン高等研究所名誉教授（* 1915年）[39]
- 12月11日 - ラヴィ・シャンカル、インド出身の音楽家、シタール奏者、ノラ・ジョーンズの父（* 1920年）[40]
- 12月11日 - ガリーナ・ヴィシネフスカヤ、ロシア（旧ソ連）のソプラノ歌手、チェロ奏者ロストロポーヴィチの妻（* 1926年）[41]
- 12月12日 - 曲壽郎、元大日本帝国陸軍軍人および陸上自衛官、第10代陸上幕僚長（* 1917年）[42]
- 12月12日 - 増田れい子、日本のジャーナリスト、エッセイスト、元毎日新聞論説委員、住井すゑの娘（* 1929年）[43]
- 12月12日 - 井上博道、日本の写真家、産経新聞元記者（* 1931年）[44]
- 12月13日 - モーリス・エルゾーグ、フランスの登山家、人類初の8000メートル峰（アンナプルナ）登頂者（* 1919年）[45]
- 12月13日 - 三浦みどり、日本の翻訳家、ロシア文学翻訳者（* 1949年）[46]
- 12月14日 - 東松照明、日本の写真家（* 1930年）[47]
- 12月14日 - 中野博司、日本の西洋音楽史家、ハイドン研究者、元慶応大学教授（* 1934年?）[48]
- 12月15日 - 尾形喜代治、日本の彫刻家（* 1914年?）[49]
- 12月15日 - 祖父江孝男、日本の文化人類学者（* 1926年）[50]
- 12月15日 - 中内力、日本の実業家、神戸経済同友会代表幹事、神戸ポートピアホテル会長（* 1931年?）[51]
- 12月15日 - 戸部良也、日本のノンフィクション作家（* 1934年?）[52]

## 16日 - 31日
- 12月16日 - エルウッド・ジェンセン、アメリカ合衆国の生物学者、エストロゲン受容体の発見者の一人（* 1920年）[53]
- 12月17日 - ディーナ・マンフレディーニ、イタリア系アメリカ人の長寿者（115歳257日没）、存命人物のうち世界最高齢（* 1897年）[54]
- 12月17日 - ダニエル・イノウエ、アメリカ合衆国の政治家、元アメリカ陸軍将校、上院議員、上院仮議長（* 1924年）[55]
- 12月17日 - ゴードン・ネルソン、カナダのプロレスラー（* 1930年）[56][57]
- 12月17日 - 桜井由躬雄、日本の東南アジア史学者、東京大学名誉教授（* 1945年）[58]
- 12月18日 - 依光隆、日本の挿絵画家、イラストレーター（* 1926年）[59]
- 12月18日 - 桑原仙斎、日本の華道家、桑原専慶流14世家元（* 1927年）[60]
- 12月18日 - ピーター・ケネン、アメリカ合衆国の経済学者、プリンストン大学名誉教授（* 1932年）[61]
- 12月18日 - ムスタファ・ウルド・サレク、モーリタニアの軍人、政治家、第2代大統領（* 1936年）[62]
- 12月18日 - 米長邦雄、日本の将棋棋士、永世棋聖、日本将棋連盟会長（* 1943年）[63]
- 12月19日 - 中村茂、日本の政治家、元日本社会党衆議院議員（* 1920年）[64]
- 12月19日 - 赤星建彦、日本の作曲家（* 1921年?）[65]
- 12月19日 - 池田次郎、日本の自然人類学者、京都大学名誉教授（* 1922年?）[66]
- 12月19日 - ロバート・ボーク、アメリカ合衆国の法学者、裁判官、第35代訴訟長官（* 1927年）[67]
- 12月19日 - 中沢啓治、日本の漫画家、『はだしのゲン』の作者（* 1939年）[68]
- 12月19日 - ペーター・シュトルック、ドイツの政治家【ドイツ社会民主党】所属、第13代国防大臣（* 1943年）[69]
- 12月20日 - 中尾辰義、日本の政治家、元参議院議員【公明党所属】（* 1916年）[70]
- 12月20日 - ヴィクトル・メルジャーノフ、ロシア（旧ソ連）のピアニスト、音楽教師（* 1919年）[71]
- 12月20日 - 内山喜久雄、日本の臨床心理学者、筑波大学名誉教授（* 1920年）[72]
- 12月20日 - 砂川一郎、日本の鉱物学者、ダイヤモンド研究者、元宝石学会(日本)会長、東北大学名誉教授（* 1924年）[73]
- 12月20日 - レスリー・クラウディウス、インドの元ホッケー選手（* 1927年）[74]
- 12月21日 - 中村伝、日本の物性物理学者、大阪大学名誉教授（* 1924年）[75]
- 12月21日 - リー・ドーマン（英語版）、アメリカ合衆国の音楽家、アイアン・バタフライのベース奏者（* 1942年）[76]
- 12月21日 - 川端麻友、日本の女子陸上競技選手（* 1993年）[77]
- 12月22日 -  マリアム・アマシュ（英語版）、イスラエルの長寿者、ギネス世界記録非認定の世界最高齢者（* 1888年?）[78]
- 12月22日 - 近藤隆之、日本の官僚、自治事務次官（* 1925年）[79]
- 12月22日 - 樋口一夫、日本の弁護士、第一東京弁護士会会長（* 1948年?）[80]
- 12月22日 - ライアン・フリール、アメリカ合衆国の元プロ野球選手（* 1976年）[81]
- 12月24日 - チャールズ・ダーニング、アメリカ合衆国の俳優（* 1923年）[82]
- 12月24日 - 衛藤公雄、日本の箏曲家、生田衛藤流宗家、スティーヴ エトウとレナード衛藤の父（* 1924年?）[83]
- 12月24日 - オトマール・シュナイダー（英語版）、オーストリアの元スキー選手・射撃選手、オスロオリンピック金メダリスト・銀メダリスト（* 1928年）[84]
- 12月24日 - 早瀬通明、日本の経営者、元たけびし社長（* 1929年?）[85]
- 12月24日 - 速水佑次郎、日本の経済学者、東京都立大学 (1949-2011)名誉教授（* 1932年）[86]
- 12月24日 - リチャード・ロドニー・ベネット、イギリスの作曲家（* 1936年）[87]
- 12月24日 - 神山明、日本の美術家、東海大学教授（* 1953年）[88]
- 12月24日 - 山本隆造、日本の元プロ野球審判員、元プロ野球選手（* 1956年）[89]
- 12月25日 - 青木芳之、日本の競馬騎手【日本中央競馬会所属】（* 1977年）[90]
- 12月26日 - 斉藤美規、日本の俳人、現代俳句協会顧問（* 1923年）[91]
- 12月26日 - 石井哲雄、日本のプロゴルファー（* 1924年）[92]
- 12月26日 - 西川幸男、日本の元芸能プロデューサー、新栄プロダクション会長、馬主、五月みどりの元夫、西川哲・山田太郎の父（* 1925年）[93]
- 12月26日 - 柳沢英二郎、日本の国際政治史学者、愛知大学名誉教授（* 1926年?）[94]
- 12月26日 - ジェリー・アンダーソン、イギリスの映像作品プロデューサー、『サンダーバード』『キャプテン・スカーレット』『スペース1999』の制作者（* 1929年）[95]
- 12月26日 - 渡辺大剛、日本の冒険家、七大陸最高峰登頂者（* 1981年）[96]
- 12月27日 - 千石規子、日本の俳優（* 1922年）[97]
- 12月27日 - 菊地恒三郎、日本の政治家、元栃木県真岡市長（* 1924年）[98]
- 12月27日 - 奥村昭雄、日本の建築家、OMソーラー発案者、東京芸術大学名誉教授（* 1928年）[99]
- 12月27日 - ノーマン・シュワルツコフ、アメリカ合衆国の元軍人、元陸軍大将、湾岸戦争時のアメリカ中央軍司令官（* 1934年）[100]
- 12月27日 - ソルト・ウォルサー（英語版）、アメリカ合衆国のレーシングドライバー（* 1947年）[101]
- 12月27日 - 谷口節、日本の声優（* 1947年）[102]
- 12月28日 - 岡本敦郎、日本の歌手（* 1924年）[103]
- 12月28日 - 門脇卓爾、日本の哲学者、学習院大学名誉教授、門脇章太郎の子（* 1925年）[104]
- 12月28日 - ビル・ドロモ、カナダ出身のプロレスラー（* 1937年）[105]
- 12月28日 - エミリオ・チャレス・ジュニア、メキシコ出身のプロレスラー（* 1956年）[106]
- 12月29日 - 阿部征司、日本の元テレビプロデューサー【東映所属】（* 1937年）[107]
- 12月29日 - 矢島尚、日本の実業家、プラップジャパン会長（* 1943年?）[108]
- 12月30日 - リータ・レーヴィ＝モンタルチーニ、イタリアの神経学者、神経成長因子・上皮成長因子の発見者、1986年ノーベル生理学・医学賞受賞者（* 1909年）[109]
- 12月30日 - ベアテ・シロタ・ゴードン、アメリカ合衆国の舞台芸術監督、フェミニスト、日本国憲法の草案作成者の一人（* 1923年）[110]
- 12月30日 - カール・ウーズ、アメリカ合衆国の微生物学者、イリノイ大学教授（* 1928年）[111]
- 12月30日 - 平田翼、日本のジャーナリスト、スポーツライター（* 1940年）[112]
- 12月30日 - K（本名：後藤慶）、日本のボーカリスト、Pay money To my Painのメンバー（* 1981年）[113]
- 12月31日 - 市川泰、日本の洋画家、作家・河野多惠子の夫（* 1925年）[114]
- 12月31日 - ジャン＝アンリ・ロジェ、フランスの映画監督、脚本家、撮影監督、俳優（* 1949年）[115]